# Lele Pons
Ne doit pas être confondu avec Lily Pons.
Pour les articles homonymes, voir Pons.
Lele Pons, de son vrai nom Eleonora Pons Maronese, née le 25 juin 1996 à Caracas, est une influenceuse, vlogueuse, danseuse, chanteuse et actrice américano-vénézuélo-italienne. 
Elle possède des chaînes suivies par des millions d'abonnés sur plusieurs réseaux sociaux différents. Celui où elle est le plus populaire est Instagram. En effet, elle comptabilise 53,8 millions d'abonnés sur son compte principal.

## Biographie
Eleonora Pons Maronese naît à Caracas au Venezuela, le 25 juin 1996. Elle est la fille unique de Luis Pons, un architecte et de Anna Maronese, un médecin. Elle déménage à l'âge de cinq ans à Miami en Floride. En 2015, elle sort diplômée de la Miami Country Day High School et déménage à Los Angeles. 
Elle a des ancêtres catalans du côté de son père et italiens du côté de sa mère. Outre l'espagnol, sa langue maternelle, elle parle couramment anglais et italien.
Lele Pons est atteinte de TOC et de dépression.
Elle publie sur YouTube en 2020 une série « The Secret Life of Lele Pons » où elle raconte l'histoire de sa vie, ses problèmes.
Côté vie privée, elle partage la vie du chanteur portoricain, Jean Carlos Santiago Perez, alias Guaynaa, depuis l'année 2020. Il la demande en mariage sur la scène de Tomorrowland à la fin du mois de juillet 2022.

### Cinéma

#### Long métrage
- 2018 : Airplane Mode de David Dinetz et Dylan Trussell

#### Courts métrages
- 2016 : My Big Fat Hispanic Family d'elle-même : elle-même
- 2016 : Insane Kids d'elle-même : elle-même
- 2017 : The Walking Dead: No Man's Land de Anwar Jibawi : elle-même

### Télévision

#### Séries télévisées
- 2016 : Scream : actrice de murder house (saison 2, épisode 1)
- 2016 : Escape the Night (en) (web-série) : L’arnaqueuse (10 épisodes)
- 2017 : Caught the Series : Clean Up man (2 épisodes)
- 2017 : Scooby Doo Is Back de Bradford Hunter Wray : Daphne

#### Téléfilm
- 2016 : We Love You de Huck Botko : Callie

### Clips vidéos
- 2017 : Summer de Marshmello[5]
- 2017 : Havana de Camila Cabello : Bella
- 2017 : Downtown de Anitta & J Balvin (Lyric Video - avec Juanpa Zurita)
- 2018 : The Middle de Zedd et Maren Morris & Grey
- 2018 : Dicen de Matt Hunter et elle-même
- 2018 : Celoso d’elle-même
- 2019 : Bloqueo de Fuego et elle-même
- 2021 : Bubble Gum, (Avec. Yandel)
- 2024:Soltera de Shakira